# Isoperla inermis
Isoperla inermis är en bäcksländeart som beskrevs av Kacanski och Peter Zwick 1970. Isoperla inermis ingår i släktet Isoperla och familjen rovbäcksländor. Inga underarter finns listade i Catalogue of Life.